# Périgny (Allier)
Périgny è un comune francese di 455 abitanti situato nel dipartimento dell'Allier della regione dell'Alvernia-Rodano-Alpi.

## Storia

### Simboli
Lo stemma è stato adottato il 17 novembre 2023 e riunisce elementi del blasone della famiglia de Vichy (di vaio pieno) e di quello dei de Berthet (di azzurro, a tre leoncelli d'oro) che furono signori del luogo.

## Società

### Evoluzione demografica
Abitanti censiti